# Eugeniusz Kujawski
Eugeniusz Krzysztof Kujawski (ur. 16 grudnia 1936 w Gdańsku) – polski aktor filmowy i teatralny. Zadebiutował w teatrze 7 października 1957 roku. Dwa lata później zdał egzamin eksternistyczny.

## Nagrody
- 1978 – Nagroda artystyczna wojewody wrocławskiego
- 1985 – Odznaczenie (Zasłużony Działacz Kultury)
- 1988 – Brązowa Iglica
- 1990 – Nagroda Towarzystwa Miłośników Wrocławia

## Teatr
- Teatr Wybrzeże w Gdańsku: 1954−1955 jako adept
- Gdańskie Studio Rapsodyczne: 1957−1958
- Bałtycki Teatr Dramatyczny im. Słowackiego w Koszalinie: 1958−1960
- Teatr im. Osterwy w Gorzowie Wielkopolskim: 1960–1963
- Teatr Polski w Bydgoszczy: 1963–1965
- Teatr Rozmaitości we Wrocławiu: 1965–1967
- Teatr Współczesny im. Wiercińskiego we Wrocławiu: 1967−1997
- Teatr Polski we Wrocławiu: 1997–1999
- Teatr Miejski im. Gombrowicza w Gdyni: 1999 do teraz

## Film
- 2013: Lekarze − lekarz w Warszawie (odc. 25)
- 2003–2007: Sąsiedzi – Aleksander Bogusz (2005)
- 1999–2005: Lokatorzy – szef restauracji (2002)
- 1998−1999: Życie jak poker – inspektor policji
- 1997: Sława i chwała – Stanisław, członek dowódca AK
- 1994: Podróż do Polski – Krasicki
- 1991: Kobieta na wojnie – pułkownik Mueller
- 1989: Jastrzębia mądrość – Król Ubald
- 1989: Po własnym pogrzebie – obergruppenfuhrer Moser
- 1988–1991: Pogranicze w ogniu – generał Steiner
- 1987: Cienie – pastor
- 1986: Na całość – dowódca milicyjnej grupy pościgowej
- 1985: Przyłbice i kaptury – wysłannik Krzyżaków odbierający informacje od Dunina
- 1985: Problemat profesora Czelawy – profesor Stanisław Czelawa – Stachur
- 1985: Dom Sary – doktor
- 1984: Umarłem, aby żyć – obergruppenfuhrer Hans Moser
- 1983: Katastrofa w Gibraltarze – pułkownik Leon Mitkiewicz
- 1982–1986: Blisko, coraz bliżej – Jerzy Pasternik vel Georg Passtenreich
- 1982: Karczma na bagnach – porucznik Jerzy Stefan Gierałtowski
- 1980: Zamach stanu – generał Tadeusz Rozwadowski
- 1980: Misja – oficer straży granicznej
- 1980: Pałac – kuzyn
- 1980: Przed odlotem – pracownik laboratorium
- 1980: Polonia Restituta – marszałek Edward Rydz-Śmigły
- 1980: Smak wody – lekarz w szpitalu
- 1979: Operacja Himmler – Reinhard Heydrich
- 1979: Droga daleka przed nami – gestapowiec
- 1978: Ślad na ziemi – Widak, inżynier naczelny
- 1978: Test pilota Pirxa – członek trybunału
- 1978: Sto koni do stu brzegów – Laufer
- 1978: Życie na gorąco – Johann Ildmann, brat Ottona
- 1977: Ostatnie okrążenie – gestapowiec
- 1977: Znak orła – żołnierz komtura krzyżackiego (odc. 8, 9 i 13)
- 1976: A jeśli będzie jesień... – dyrektor
- 1976: Krótka podróż – zaopatrzeniowiec
- 1976: Za rok, za dzień, za chwilę... – oficer
- 1976: Znaki szczególne – milicjant
- 1973: Czarne chmury – Rajtar
- 1973: Hubal – porucznik Masłowski "Samson"
- 1967–1968: Stawka większa niż życie – porucznik Schultz w odc. 12 "Zdrada"